# Metacirolana costata
Metacirolana costata är en kräftdjursart som beskrevs av Nunomura1999. Metacirolana costata ingår i släktet Metacirolana och familjen Cirolanidae. Inga underarter finns listade i Catalogue of Life.